# William Campbell (regista)
William Campbell, o William S. Campbell (Ashley, 12 giugno 1884 – Woodland Hills, 7 febbraio 1972), è stato un regista e sceneggiatore statunitense, attivo soprattutto negli anni del cinema muto.

## Biografia
Nato in Pennsylvania, William Campbell iniziò a lavorare come sceneggiatore per un film prodotto dalla Selig. Dal 1916 al 1931, diresse una quarantina di film, lavorando saltuariamente come sceneggiatore e attore.

## Filmografia

### Regista
- Gypsy Joe, co-regia di Clarence G. Badger (1916)
- Bucking Society, co-regia di Harry Williams (1916)
- His First False Step, co-regia di Harry Williams (1916)
- A Tugboat Romeo, co-regia di Harry Williams (1916)
- Dodging His Doom, co-regia di Harry Williams (1917)
- Her Nature Dance (1917)
- A Shanghaied Jonah (1917)
- Hula Hula Land (1917)
- Roaring Lions and Wedding Bells, co-regia di Jack White (1917)
- Taming Target Center, co-regia di Hampton Del Ruth (1917)
- Sheriff Nell's Tussle (1918)
- Wild Women and Tame Lions (1918)
- The Fatal Marriage (1918)
- A Lady Bell Hop's Secret (1919)
- Monkey Stuff (1919)
- Jazz Monkey
- An Overall Hero
- The Big Show (1920)
- Prohibition Monkey
- A Tray Full of Trouble
- The One Best Pet
- Four Times Foiled
- Beat It
- Ladies' Pets
- The Stork's Mistake
- A Nick-of-Time Hero
- Stolen Glory (1921)
- Assorted Heroes
- Schoolday Love
- Monkey Shines
- A Rag Doll Romance
- A Penny Reward
- A False Alarm
- Circus Days (1922)
- A Ring Tail Romance
- Roars and Uproars
- Rough and Ready
- Goat Getters
- Dangerous Curves (1924)
- Ingagi
- Nu-Ma-Pu - Cannibalism

### Sceneggiatore
- How the Cause Was Won, regia di Fred W. Huntley - cortometraggio (1912)
- Gypsy Joe, regia di William Campbell e Clarence G. Badger (1916)
- Roaring Lions and Wedding Bells, regia di William Campbell e Jack White (1917)
- Sheriff Nell's Tussle
- Monkey Stuff, regia di William S. Campbell (William Campbell) (1919)
- Jazz Monkey
- Just in Time, regia di Harry Burns (1921)
- Nu-Ma-Pu - Cannibalism

### Supervisore
- Just in Time, regia di Harry Burns (1921)